# BO-389
BO-389 – radziecki, a następnie albański ścigacz okrętów podwodnych (klasyfikowany w Albanii jako patrolowiec) z okresu zimnej wojny, jeden z sześciu pozyskanych przez Albanię okrętów proj. 122bis. Okręt został zwodowany 10 sierpnia 1952 roku w stoczni numer 340 w Zielenodolsku, a do służby w Marynarce Wojennej ZSRR przyjęto go 21 grudnia 1952 roku. 27 grudnia 1956 roku nazwę okrętu zmieniono na MPK-389, a w 1958 roku jednostka została zakupiona przez Albanię i weszła w skład Marynarki Wojennej tego państwa 22 maja 1958 roku. Okręt, oznaczony numerami 192 i 151, został skreślony z listy floty w 1979 roku.

## Projekt i budowa
Prace nad dużym ścigaczem okrętów podwodnych, będącym rozwinięciem ścigaczy proj. 122A, rozpoczęły się w ZSRR w 1943 roku. Ostateczny projekt jednostki powstał w biurze konstrukcyjnym CKB-51 w Gorki w 1944 roku. W porównaniu do poprzedników nowe okręty miały większą wyporność, doskonalsze uzbrojenie ZOP i wzmocniony kadłub, a przez to wzrosła ich dzielność morska. W 1946 roku rozpoczęto produkcję seryjną, budując łącznie 227 okrętów.
BO-389 (ros. Bolszoj Ochotnik) zbudowany został w stoczni numer 340 w Zielenodolsku (nr budowy 550). Stępkę okrętu położono 31 maja 1952 roku, został zwodowany 10 sierpnia 1952 roku, a do służby w Marynarce Wojennej ZSRR wszedł 21 grudnia 1952 roku.

## Dane taktyczno-techniczne

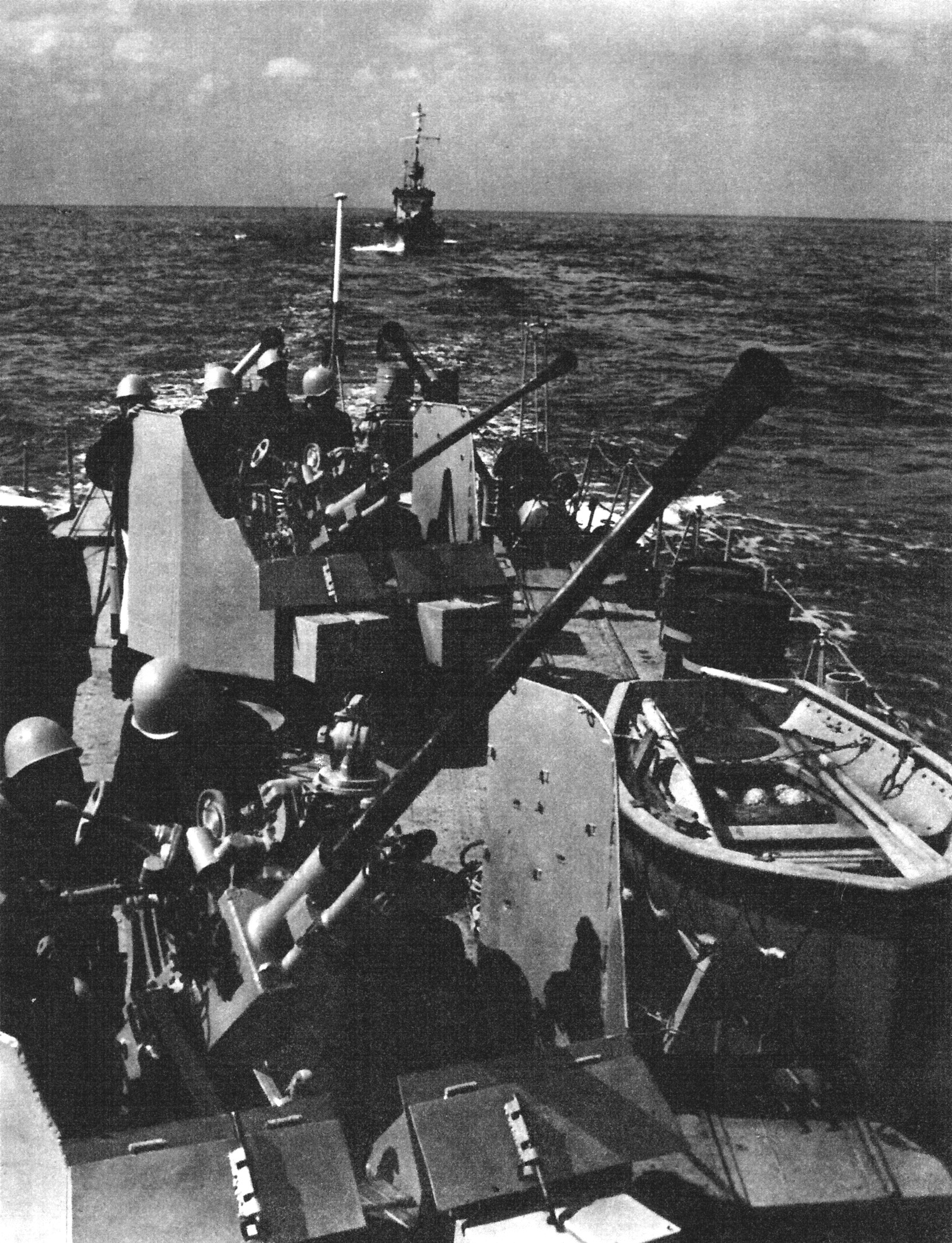
Działka 70-K na pokładzie polskiego ścigacza proj. 122bis

Okręt był dużym, pełnomorskim ścigaczem okrętów podwodnych. Długość całkowita wynosiła 51,7 metra (49,5 metra na konstrukcyjnej linii wodnej), szerokość 6,6 metra i zanurzenie 2,2 metra. Wyporność standardowa wynosiła 302 tony, zaś pełna 336 ton. Okręt napędzany był przez trzy silniki Diesla General Motors 12-278A o łącznej mocy 3600 koni mechanicznych (KM). Trzy wały napędowe poruszały trzema trójłopatowymi śrubami o średnicy 1,13 m każda. Maksymalna prędkość okrętu wynosiła 20 węzłów. Okręt zabierał 18 ton oleju napędowego, co pozwalało osiągnąć zasięg wynoszący 3000 Mm przy prędkości 12 węzłów lub 4100 Mm przy prędkości 8,5 węzła. Autonomiczność wynosiła 10 dób.
Uzbrojenie artyleryjskie jednostki stanowiło pojedyncze działo kal. 85 mm L/52 90-K, z zapasem amunicji wynoszącym 230 sztuk, dwa działka plot. kal. 37 mm 70-K L/73, z zapasem amunicji wynoszącym 1000 sztuk na lufę (2 x I) oraz cztery karabiny maszynowe kal. 12,7 mm L/79 (2 x II), z zapasem 2000 sztuk amunicji na lufę. Broń ZOP stanowiły dwa miotacze bomb głębinowych BMB-1 i dwie zrzutnie bomb głębinowych (z łącznym zapasem 60 bomb). Alternatywnie okręt mógł przenosić do 18 min. Wyposażenie uzupełniał trał kontaktowy KPT-1. Wyposażenie radioelektroniczne obejmowało sonar Tamir-9 oraz radar Gjujs lub Zarnica.
Załoga okrętu składała się z 50-54 oficerów, podoficerów i marynarzy.

## Służba
BO-389 służył początkowo we Flocie Bałtyckiej. 27 grudnia 1956 roku w związku ze zmianą klasyfikacji okręt otrzymał nazwę MPK-389 (ros. Małyj Protiwołodocznyj Korabl). 18 października 1957 roku został przeniesiony do Floty Czarnomorskiej. W 1958 roku jednostka została pozyskana przez Albanię (wraz z bliźniaczymi ścigaczami BO-345, BO-346 i BO-388). Okręt przyjęto w skład Marynarki Wojennej tego państwa 22 maja 1958 roku. Jednostka, klasyfikowana w marynarce albańskiej jako patrolowiec, otrzymała numer 192, zmieniony później na 151. Okręt został skreślony z listy floty w 1979 roku.